# Нелідово (Волоколамський район)
Нелідово  (рос. Нелидово) - присілок у Волоколамському районі Московської області Російської Федерації.
Орган місцевого самоврядування - сільське поселення Чисменське. Населення становить 1543 осіб (2013).

## Історія
З 14 січня 1929 року входить до складу новоутвореної Московської області. Раніше належало до Волоколамського повіту Московської губернії.
Сучасне адміністративне підпорядкування сільському поселенню з 2006 року.

## Населення
| 1852 | 1859 | 1926 | 2002 | 2006 | 2010  |
| ---- | ---- | ---- | ---- | ---- | ----- |
| 314  | ↗336 | ↗358 | ↗840 | ↗889 | ↗1543 |